# Ze'ev Elkin
Ze'ev Elkin (hebrejsky זאב אלקין‎, * 3. dubna 1971 Charkov) je izraelský politik a poslanec Knesetu za stranu Likud. Od května 2015 byl ministrem absorpce imigrantů a ministrem pro záležitosti Jeruzaléma. V letech 2013 až 2014 působil ve funkci náměstka ministra zahraničí.

## Biografie
Narodil se v Charkově v Sovětském svazu (dnešní Ukrajina) a byl aktivní v sionistickém hnutí Bnej Akiva. V roce 1990 se stal generálním tajemníkem sovětského zastoupení Bnej Akiva a v prosinci téhož roku podnikl aliju do Izraele.
Studoval na Hebrejské univerzitě v Jeruzalémě, kde získal bakalářský titul v oborech matematika a historie a magisterský titul v oboru historie. Později se začal angažovat v židovských a středověkých studiích, konkrétně v dílech Sa'adji Ga'ona a zajímal se o židovské vzdělávání v zemích bývalého Sovětského svazu.
Ve volbách v roce 2006 byl za stranu Kadima zvolen poslancem Knesetu a během svého funkčního období předsedal podvýboru pro absorpci dětí přistěhovalců a mládeže. V listopadu 2008 se rozhodl Kadimu opustit, jelikož se podle něj stávala levicovou stranou. Následně vstoupil do Likudu, za nějž z 20. místa na kandidátní listině kandidoval ve volbách v roce 2009. Svůj poslanecký mandát si udržel, neboť Likud ve volbách získal 27 poslaneckých mandátů. Mandát obhájil i ve volbách v roce 2013, po nichž se stal náměstkem ministra zahraničí ve třetí Netanjahuově vládě. Tuto funkci zastával do května 2014. Poslanecký mandát obhájil rovněž ve volbách v roce 2015. Od května 2015 zastává ve čtvrté Netanjahuově vládě post ministra absorpce imigrantů a ministra pro strategické záležitosti.
Je rozvedený a žije v osadě Alon Švut na Západním břehu Jordánu.